# Sénat (Ouzbékistan)
Pour les autres articles nationaux ou selon les autres juridictions, voir Sénat.
Ve législature de l'Oliy Majlis
Bâtiment du Sénat
Le Sénat de l'Oliy Majlis de la république d'Ouzbékistan (en ouzbek :  Oʻzbekiston Respublikasi Oliy Majlisi Senati) — appelé simplement Sénat (en ouzbek : Senati) — est la chambre haute de l'Oliy Majlis, le parlement bicaméral de l'Ouzbékistan.

## Histoire
Le Sénat est issu de la réforme constitutionnelle adoptée par référendum le 27 janvier 2002. La première session de l'Oliy Majlis, le nouveau parlement bicaméral, s'est tenu les 27 et 28 janvier 2005.
De 2005 jusqu'à la réforme constitutionnelle adoptée par référendum le 30 avril 2023, le Sénat est composé de 100 membres dont 84 élus au scrutin indirect, à raison de six par subdivision, et 16 nommés par le président de la République,.

## Système électoral
Le Sénat est composé de 100 membres élus pour un mandat de cinq ans, dont 56 sénateurs élus au scrutin direct par un collège électoral composé des membres des conseils locaux dans les 14 subdivisions du pays, à raison de quatre sièges par subdivision. Les neuf derniers sénateurs sont nommées par le président de la République.

## Liste des président
| Titulaire              | Début           | Fin             | Réf.  |
| ---------------------- | --------------- | --------------- | ----- |
| Murat Sharifkhodjayev  | 27 janvier 2005 | 24 février 2006 | [ 4 ] |
| Ilgizar Sobirov        | 24 février 2006 | 22 janvier 2015 | [ 4 ] |
| Nigʻmatilla Yoʻldoshev | 22 janvier 2015 | 21 juin 2019    | [ 1 ] |
| Tanzila Norbayeva      | 21 juin 2019    | en fonction     | [ 3 ] |